# Груув метъл
Груув метъла, наричан още модерен-траш или пост-траш (след-траш), е производен стил на траш метъла. Това течение се заражда в началото на 1990-те години.
Представлява смесица от стилове от 1980-те години, включваща традиционен хевиметъл, хардкор пънк и траш метъл, както и следи от грайндкор. За основоположник на груув метъла се смята групата Pantera с албума Cowboys from Hell.

## Произход
Груув метъла е стил получен като резултат от нормалното развитие на музиката и в частност на траша. След като класическият 80-арски траш метъл се изхабява и част от лидерите в движението (Металика, Мегадет) експериментират със стила си, други падат или отслабват под ударите на гръндж вълната (Екзъдъс, Антракс, Овъркил, Вай-ъленс и др.)а трети остават верни за сметка на продажбите и популярността си (Тестамент и Слейър) всички разбират че екстремната музика трябва да еволюира за да оцелее. Подрастващата младеж търси по-шумна и агресивна музика с по-директно послание и Пантера първи разбират това. Други пионери в груув метъла са калифорнийските Машийн Хед и нюйоркският отряд Биохазард.

## Развитие
Скоро след това се появяват доста групи свирещи в сходен стил което спомага за сформирането на „Новата Вълна на Американския Хевиметъл“ категоризирана от автора Гари Йънг като "Брачен съюз между Европейски стил на свирене на китара (произлизащ от Новата Вълна на Британския Хевиметъл) и дълбоки гърлени вокали „. Груув метъла звено между класическият траш метъл и модерният екстремен метъл в голямото семейство на „тежката музика“.

## Музикални групи
- A Life Once Lost
- Black Label Society
- Byzantine (група)
- Chimaira
- Clutch
- Damageplan
- Devildriver
- Ektomorf
- Face Down
- Fireball Ministry
- Grip Inc.
- God Forbid
- Lamb of God
- Machine Head (група)
- Pantera (Cowboys from Hell и по-късно)
- Sepultura (Chaos A.D. и по-късно)
- Sevendust
- Skinlab
- Soulfly
- Throwdown